# Edward W. Donn Jr.
Edward Wilton Donn Jr. (1868 – 1953) è stato un architetto statunitense.

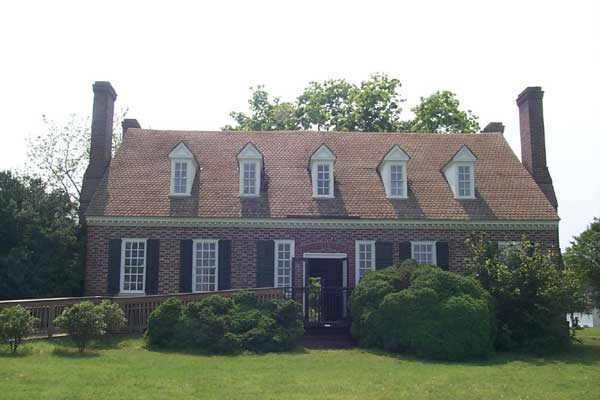
La George Washington Memorial House

Divenne famoso soprattutto per la sua collaborazione con Waddy Wood nello studio di architettura di Wood, Donn & Deming,  ma è anche ben noto per il suo progetto di Memorial House al George Washington Birthplace National Monument . 

## Carriera
Il padre e omonimo di Edward W. Donn Jr. era anch'egli un architetto e Donn Jr. ne seguì la carriera. Da giovane architetto lavorò con Theodore Fredrich Laist e Waddy Butler Wood, aprendo infine uno studio con Wood e William I. Deming.
Dopo che lo studio venne sciolto, Donn si mise in proprio. Alla fine degli anni '20, nonostante le obiezioni di Frederick Law Olmsted, fu presa la decisione di costruire una replica della casa in cui era nato George Washington, sulle fondamenta della casa originale distrutta. Donn lavorò a un progetto basato sulle fondamenta rettangolari, scoperte da George Washington Parke Custis nel giugno 1815, e sulle descrizioni dell'edificio come una "casa di dieci o dodici stanze, di due piani di altezza, con un'ala, e probabilmente non molto diverso o più piccolo di Gunston Hall . . . . . "
Nel 1927 la Commissione delle Belle Arti degli Stati Uniti e il Segretario della Guerra approvarono un progetto basato sull'interpretazione di Donn e la Memorial House fu terminata in tempo per il 200 ° anniversario della nascita di George Washington nel 1932.
La fondazione della Memorial House si rivelò in seguito essere la fondazione di un grande edificio rettangolare, forse un fienile. Nel 1934 il National Park Service condusse una vasta indagine archeologica di Popes Creek. Gli archeologi scoprirono le rovine della casa natale di George Washington, recuperando 16.000 manufatti, molti dei quali erano stati intensamente riscaldati da un incendio.
Come parte dei tributi commemorativi in occasione del 200 ° anniversario della nascita di Washington, Donn ha supervisionato i lavori sulle colonne nel Westmoreland Circle, lavorando con lo scalpellino Walter Phelps. 

## Opere
- George Washington Memorial House, George Washington Birthplace National Monument, VA; 1927
- "Kenmore" House, Fredericksburg, Virginia
- Restauro del capanno di legno di Falmouth, all'angolo tra Butler Road e Carter Street, Stafford County, Virginia; 1930, conosciuta localmente come Hobby School, costruita in un altro luogo nel 1880
- Garden Club of America Entrance Markers, Washington, DC; 1932
- Statua del senatore Francis Newlands, Chevy Chase Circle, Washington, DC; 1933
- Francis Griffith Newlands Memorial Fountain, Chevy Chase Circle, Washington, DC; 193
- US Powder Factory and Naval Proving Grounds, Indian Head, Maryland